# Anna Thiam
Anna Fatou Dahlstedt Thiam, ursprungligen Thiam, född 9 juli 1977 i Nacka församling i Stockholms län, är en svensk skådespelare, musikalartist och sångare.

## Biografi
Anna Thiam gick ut från Balettakademiens musikalutbildning år 2000. Hon har bland annat medverkat i musikteaterproduktioner som Garbo The Musical på Oscarsteatern (2002), West Side Story (2003) och Carmen (2007) på Malmö Opera, tyska turnéproduktioner i Europa med Rent (2006-07, även alternerande i huvudrollen som Mimi) och Hair (2007 i rollen som Jeannie), La Cage Aux Folles på Svenska Teatern i Helsingfors (2007-08), Flashdance på Chinateatern, samt på Gothia towers teater i Göteborg och Sverigeturné (2013-15; Kicki). På Uppsala Stadsteater spelade hon i Mefisto (2011) i regi av Andriy Zholdak. 
2016 spelade hon Ruth Younger i Riksteaterns uppsättning En druva i solen i regi av Josette Bushell Mingo.
Hon har spelat i olika fria produktioner på Södra Teatern med mera. Hon har även medverkat i film och tv-serier som Leende guldbruna ögon och i TV 3:s serie Min hemlighet 2015.
Thiam är även verksam som jazzsångare, som i Estrad Big Band och som danspedagog. 

## Filmografi (i urval)
- 2002 – Hus i helvete
- 2006 – Vanya vet
- 2007 – Leende guldbruna ögon (TV-serie)
- 2015 – Min hemlighet (TV-serie)
- 2021 – Thunder in my heart (TV-serie)
- 2021 – Ture Sventon och jakten på Ungdomens källa (TV-serie)

## Teater

### Roller (ej komplett)
| År   | Roll         | Produktion                                                    | Regi                  | Teater              |
| ---- | ------------ | ------------------------------------------------------------- | --------------------- | ------------------- |
| 2002 | Ensemble     | Garbo The Musical Michael Reed, Jim Steinman och Warner Brown | Scott Faris           | Oscarsteatern       |
| 2008 |              | La Cage aux Folles Jerry Herman och Harvey Fierstein          | Georg Malvius         | Svenska Teatern     |
| 2011 | Juliette     | Mefisto Klaus Mann                                            | Andriy Zholdak        | Uppsala stadsteater |
| 2014 | Kicki        | Flashdance the musical Tom Hedley och Robert Cary             | Anders Albien         | Chinateatern        |
| 2016 | Ruth Younger | En druva i solen Lorraine Hansberry                           | Josette Bushell-Mingo | Riksteatern         |
| 2021 |              | Forever Piaf Rikard Bergqvist                                 | Rikard Bergqvist      | Göta Lejon          |